# Circus ranivorus
El aguilucho lagunero etiópico (Circus ranivorus) es una especie de ave falconiforme de la familia Accipitridae que habita en humedales y praderas de África central, oriental y austral en la cuenca del rio Congo, Uganda y Kenia, hacia el sur hasta el sur de Sudáfrica.